# Cozoyoapán
Cozoyoapán es una localidad del estado mexicano de Guerrero. Es parte del municipio de Xochistlahuaca.

## Toponimia
El nombre «Cozoyoapán» proviene de los términos en náhuatl: cotzoyoc, orificio o apertura; apan, río. Su significado es «río de las perforaciones».

## Demografía
| Gráfica de evolución demográfica |
|                                  |

| Censo | Población |
| ----- | --------- |
| 1900  | 1 726     |
| 1910  | 1 791     |
| 1921  | 2 129     |
| 1930  | 2 374     |
| 1940  | 2 924     |
| 1950  | 2 449     |
| 1960  | 3 169     |
| 1970  | 1 931     |
| 1980  | 1 182     |
| 1990  | —         |
| 2000  | 1 946     |
| 2010  | 2 199     |
| 2020  | 2 531     |